# Ghigo De Chiara
Ghigo De Chiara (* 19. Dezember 1921 in Tripolis; † 31. Januar 1995 in Rom) war ein italienischer Dramatiker, Theater-, Fernseh- und Filmregisseur, Theaterkritiker und Drehbuchautor.

## Leben
De Chiara kam mit der Schauspielerei in einem Gefangenenlager der Engländer in Berührung, wo er nach der Schlacht um El Alamein von 1942 bis 1946 lebte; nach seiner Freilassung trat er dann zunächst als Theaterautor in Erscheinung; bereits sein erstes Stück, Antonella capobrigante, erhielt 1960 den Preis des „Istituto del dramma italiano“ (IDI). Zahlreiche Arbeiten folgten, wobei De Chiara sowohl literarische Werke von z. B. Giovanni Verga, Leonardo Sciascia oder Vitaliano Brancati dramaturgisch bearbeitete als auch römische Klassiker von Terenz oder Plautus neu inszenierte. Daneben schrieb er selbst Komödien, darunter „Itaca! Itaca!“, „Il mostro“, „Miseria e grandezza nel camerino N. 1“ und „Eleonora“. Oft arbeitete er mit Schauspieler Fiorenzo Fiorentini zusammen.
Auch als Kritiker und Fernsehregisseur war De Chiara tätig; zwischen 1961 und 1979 befasste er sich auch mit einigen Film-Drehbüchern und inszenierte 1976 seinen einzigen Kinofilm als Regisseur, Che notte quella notte!.
De Chiara war einige Jahre Präsident des IDI und schrieb Kritiken für die Zeitung Avanti!.
Sein Sohn Franco war ebenfalls für den Film und das Theater tätig.

## Filmografie (Auswahl)
- 1962: Der Kampf der Makkabäer (Il vecchio testamento)
- 1976: Che notte quella notte! (auch Regie)